# گوگل ایکس
گوگل ایکس (انگلیسی: Google x، طرز نگارش Google[x]) یک مرکز نیمه مخفی متعلق به گوگل است که برای ایجاد فناوری‌های پیشرفته اختصاص یافته‌است. این مرکز در فاصله حدود ۸۰۰ متری دفتر مرکزی گوگل (گوگل‌پلکس) در مانتین ویو قرار گرفته‌است. کار در این مرکز تحت نظارت سرگئی برین، یکی از مؤسسان گوگل و رئیس الفابت انجام می‌پذیرد و مکس ترنر، مخترع نابغه، متخصص هوش مصنوعی و کارآفرین، از افراد کلیدی عملیات است. آقای ترنر اظهار کرده‌است که آن‌ها در تلاشند فناوری را به پیشرفتی ۱۰ برابری برسانند و «راه‌حل‌های علمی-تخیلی» را توسعه دهند. آزمایشگاه در سال ۲۰۱۰ با پروژه خودروی خودگردان کار خود را آغاز کرد. در ماه اوت سال ۲۰۱۵ گوگل اعلام کرد که در جریان بازسازی ساختار شرکت، قصد دارد کنترل آزمایشگاه‌های ایکس را از شرکت گوگل به شرکت الفابت منتقل کند.

## پروژه‌ها
گرچه از پروژه‌های گوگل ایکس در شرکت با عنوان «مون‌شات» (انگلیسی: moonshot به معنی «ارسال سفینه به ماه») یاد می‌گردد، ولی تمام آن‌ها بخشی از گوگل ایکس نیستند. برای مثال، کالیکو پروژه تمدید حیات گوگل، یک مون‌شات است ولی بخشی از گوگل ایکس نیست. این موضوع دربارهٔ پروژه گوگل برای ساخت ربات برای کسب و کارهای مختلف هم صادق است.
در میانه سال ۲۰۱۴، گوگل اعلام کرد که هشت پروژه در گوگل ایکس در حال توسعه هستند. تا اواخر سال ۲۰۱۴ میلادی، پروژه‌های که برملا شده‌اند عبارتند از:
- پروژه خودروی خودگردان
- پروژه بال
- پروژه گوگل گلس
- پروژه لنز تماسی
- پروژه لون
- پروژه عینک

## پروژه لون
پروژه Loon یک پروژه X است که هدف آن دسترسی به اینترنت برای همه با ایجاد یک شبکه اینترنت از بالن پرواز واز طریق استراتوسفر بود. با استفاده از روترهای بی‌سیم در بالن است که در بالا آب و هوا و برنامه ای برای دادن دسترسی به اینترنت به کسانی که نمی‌توانند به آن برسند یا نیاز به کمک هستند.در ماه ژوئیهٔ ۲۰۱۸، Loon از X فارغ‌التحصیل شد و از یک شرکت تابعه از الفبای ساخته شده بود.

## پروژه لنز تماسی
Project Glass یک برنامه تحقیق و توسعه است که توسط گوگل برای توسعه یک صفحه نمایش واقعیت افزوده (HMD) نصب شده‌است. هدف در نظر گرفته شده از محصولات Project Glass نمایش دادن هندزفری اطلاعات در حال حاضر در دسترس بیشتر کاربران تلفن‌های هوشمند استو امکان تعامل با اینترنت از طریق دستورهای صوتی با زبان طبیعی است. یک Google Glass 1500 دلار قیمت دارد.

### پروژه‌های دیگر
- قاشق برای افرادی که لرزش دست دارند.
- پروژه‌ای برای جمع‌آوری اطلاعات ژنتیکی و مولکولی از تعداد کافی مردم برای ایجاد تصویری از آنچه یک انسان سالم باید باشد.
- پلت‌فرمی برای تشخیص بیماری با کمک نانوذرات.
- دستبند ردیابی سلامت
- شبکه عصبی مصنوعی برای بازشناسی گفتار و بینایی رایانه‌ای
- یک وب از اشیاء، روشی برای اتصال اشیاء به اینترنت.